# Hexe Hillary geht in die Oper
Hexe Hillary geht in die Oper (en español, La bruja Hillary va a la ópera) es una obra de teatro para niños de Peter Lund estrenada el 19 de marzo de 1997 en la Neuköllner Oper.

## Historia y percepción
La pieza habla de la bruja Hillary, que vive sola con su ratón Wühly y que ha ganado entradas gratos para la ópera. No sabe qué significa ópera y lo busca en un diccionario. La cantante Maria Bellacanta introduce a la bruja en el mundo de la ópera, cantando algunas arias.
Los niños descubren en la ópera, como Hillary, extractos de La flauta mágica y de otras óperas. Para Hillary, todo sirve en la obra como figura de identificación para los niños, mientras que Bellacanta se apodera de papeles más para adultos. Los intérpretes están interpretados habitualmente con un pianista. Lund ha escrito la pieza de manera que se pueden hacer producciones diferentes.
Dado que requiere un lugar pequeño, no hay mucho esfuerzo técnico, y el raro híbrido de diálogo y canto, la pieza ha sido interpretada en casi todos los teatros de ópera alemanes en Suiza, Austria y Eslovenia.

## Obras derivadas

### Alemania
- Teatro de Ratisbona (Theater am Bismarckplatz), temporada artística: 2010 - 2011, director de escena: Doris Buske, con Bettina Schönenberg (La bruja Hillary) y Ruth Müller (Maria Bellacanta)[2]
- Teatro Osnabrück (Theater am Domhof/Oberes Foyer), estrenarse: 9.3.2013, director de escena:  Elmar Supp,  con Lieko Schulze (Maria Bellacanta) y Neele Kramer  (La bruja Hillary)[3]
- Teatro Rostock (Ateliertheater), temporada artística: 2013, director de escena: Babette Bartz, con Theresa Grabner (Maria Bellacanta) y Sonja Dengle (La bruja Hillary)[4]
- Teatro de Kaiserslautern (Werkstattbühne), temporada artística: 8.2. - 24.5.2014, director de escena: Anna Port, con Annalena Loretta Müller (La bruja Hillary) y Monika Hügel (Maria Bellacanta)[5]

### Otra estado
- Teatro del Estado Linz, director de escena: Kay Link[6]
- Teatro Nacional Eslovena Maribor ("Čarovnica Hillary gre v opero"), estrenarse: 16.9. 2005, director de escena: Branka Nikl Klampfer, con Mateja Pucko y Alenka Cilenšek[7]
- Teatro de ópera de Zúrich (Studiobühne), temporada artística: 5.10. 2013 - 11.5. 2014, director de escena: Anja Horst, con Nicole Tobler (La bruja Hillary) y Susanne Grosssteiner (Maria Bellacanta)[8]